# Januário Godinho
Januário Godinho de Almeida (Ovar, 26 de agosto de 1910 – Porto, 1990) foi um arquitecto português.

## Biografia e obra

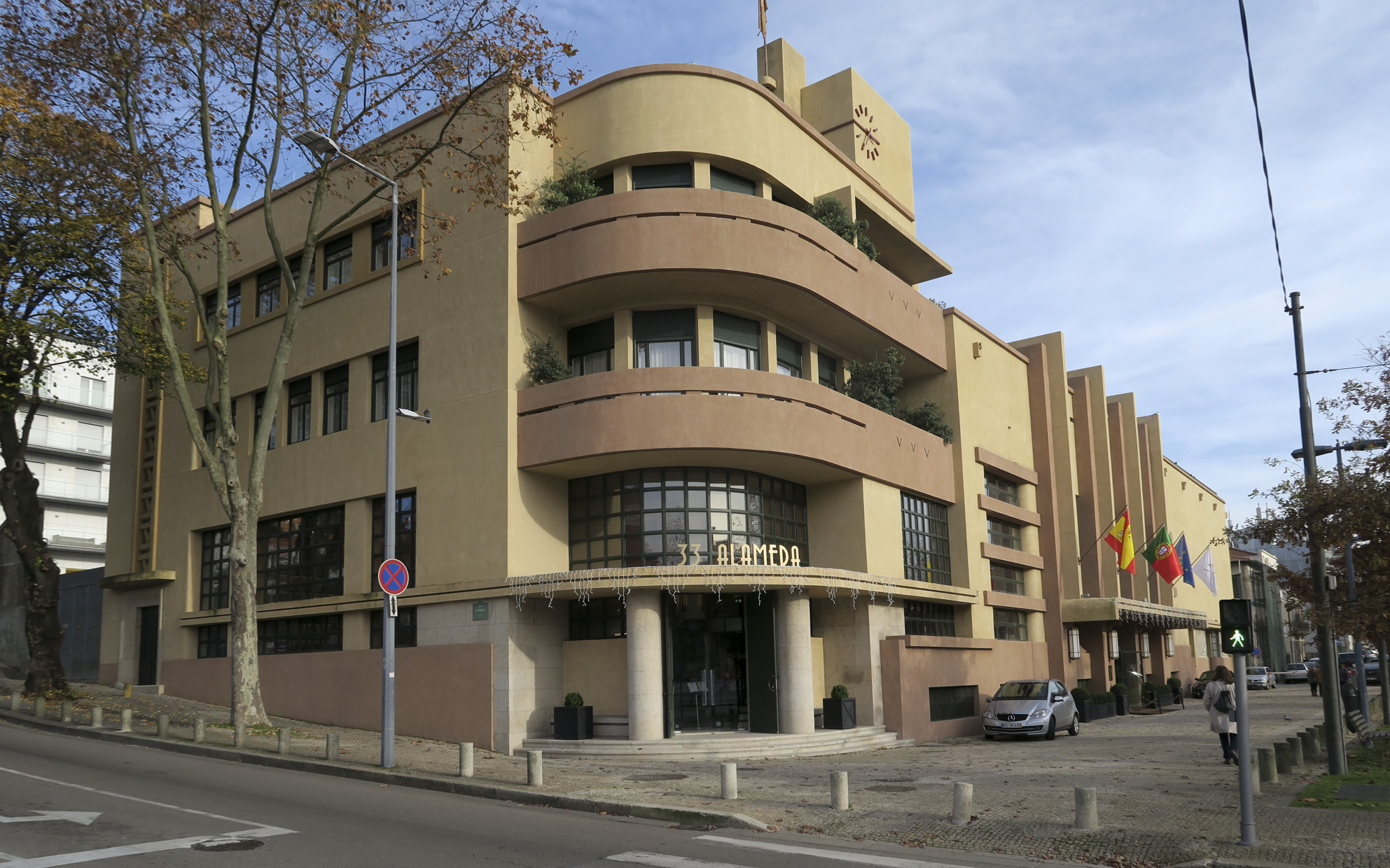
Januário Godinho, Antigos Armazéns Frigoríficos de Massarelos, Porto (1934; restaurado no século XXI)

Nasceu no lugar do Seixo, freguesia de Válega, Ovar, filho de António Godinho de Almeida e de Albina de Jesus Lopes Godinho. Estudou na Escola de Belas Artes do Porto (1925–1932).
Na década de 1930 estagiou no ateliê de Rogério de Azevedo.
A sua actividade profissional atinge a maturidade num período crucial do desenvolvimento da arquitectura moderna em Portugal (que Ana Tostões identifica como "segundo modo moderno"), pertencendo, com Keil do Amaral, Arménio Losa ou Viana de Lima, a uma segunda geração de arquitetos modernistas portugueses.
No interior da sua vasta obra pode destacar-se, "pela procura de formas mais expressivas e mais «locais», os trabalhos para a HICA - Hidro Eléctrica do Cavado". Januário Godinho foi responsável pela arquitectura de todo o complexo, em estreita colaboração com os Serviços Técnicos da Hica dando início a um novo ciclo de colaboração entre áreas disciplinares complementares, "na esteira da articulação da unidade procurada pelo Movimento Moderno entre o binómio arte - técnica".

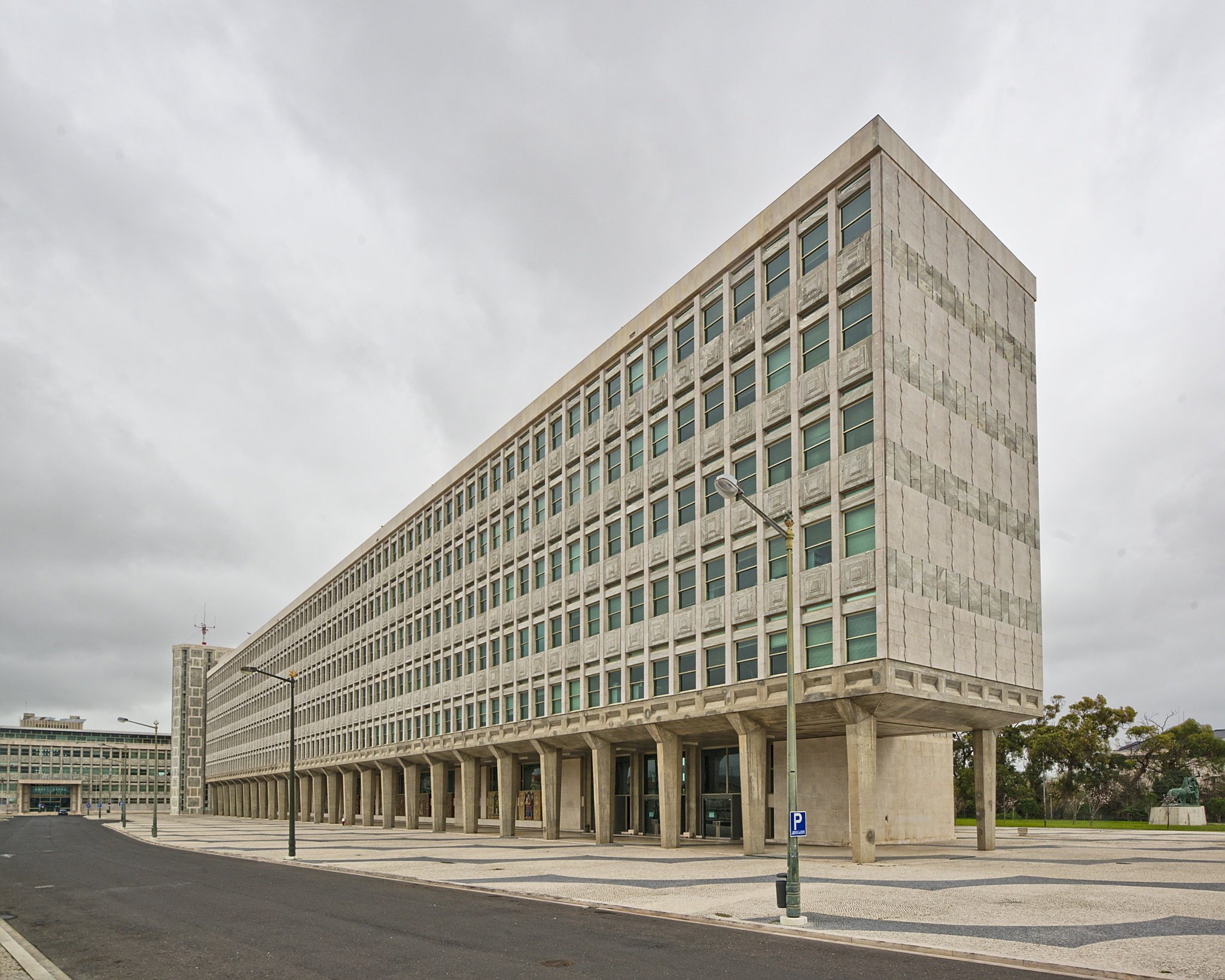
Palácio da Justiça de Lisboa, com João Andresen, 1962

O programa e contexto natural de implantação do conjunto constituiu um desafio singular para o autor. "Se nos edifícios técnicos soube renovar qualificadamente a objectividade de construções eminentemente industriais, nas instalações de carácter social, suporte da sobrevivência e bem-estar dos trabalhadores nestas novas implantações territoriais, foi também capaz de revelar uma constante preocupação com o meio natural ao mesmo tempo que procurou construir ambientes assumidamente contemporâneos desenvolvendo pioneiramente um processo crítico regionalista precursor de um modo de trabalhar que seria retomado pela geração (dos arquitectos nascidos em 30) que em meados dos anos 50 inicia a crítica ao «estilo internacional»".
Participou na exposição "Contemporary Portuguese Architecture", 1958.
A 29 de agosto de 1962, foi agraciado com o grau de Comendador da Ordem Militar de Cristo.
Em 2010 a Ordem dos Arquitetos organizou uma exposição sobre a sua obra na galeria da Biblioteca Municipal de Ovar.

## Alguns projetos e obras
- 1934 — Armazéns Frigoríficos de Massarelos, Alameda Basílio Teles, 3, Porto (classificado como Imóvel de Interesse Público desde 1977).[7]
- 1935 — Casas de José Lourenço da Silva, Rua Marques da Silva, 193/259, Porto
- 1936 — Casa Daniel Barbosa, Avenida Marechal Gomes da Costa, 1103, Porto
- 1939 — Casa Afonso Barbosa, Rua Pé de Boi, 268, Brufe, Famalicão (construída em 1941).[8]
- 1942 — Liceu Nacional de Viana do Castelo ou Liceu de Gonçalo Velho; atual Escola Secundária de Santa Maria Maior, Viana do Castelo (construído em 1942-45).[9]
- 1943-46 — Junta Geral do Distrito Autónomo do Funchal, Funchal (construído em 1946-51).[10]
- 1944 — Bairro Económico do Calhabé, Santo António dos Olivais, Coimbra (construído em 1947-50).[11]
- 1945 — Bloco Residencial Manuel Duarte, Rua Santos Pousada, 1041/1049, Porto
- 1946 — Liceu Carolina Michaëlis, Porto[5] (apesar da credibilidade da fonte, é necessário confirmar se este projeto é efetivamente da autoria de Januário Godinho).
- 1949 — Pousada-Albergaria de Vila Nova, Ferral, Montalegre (construída em 1950).[12]
- 1949-51 — Plano de urbanização da Estância Sanatorial do Caramulo, Caramulo.[10]
- 1949/1964 — Componente arquitectónica da HICA – Hidroeléctrica do Cávado (projectada entre 1949/1961 e construída entre 1951/1964), nomeadamente os bairros sociais de apoio e as pousadas para os técnicos (Vila Nova, Salamonde, Sidroz e Pisões), entre 1949–1959. Barragens de Venda Nova, Salamonde, Caniçada e Alto Rabagão, em Vieira do Minho, Braga, Montalegre e Vila Real.
- 1951 — Palácio da Justiça de Tomar.
- 1952 — Bouvette das Termas de Chaves, Chaves.[13]
- 1953 — Tribunal do Funchal, Funchal (construído em 1962) | União Eléctrica Portuguesa, Rua Alexandre Herculano, 244, Porto (construído em 1961).[14]
- 1955 — Mercado de Ovar.[15]
- 1959 — Mercado de Amarante, Amarante (construído em 1960-63).[16]
- 1960-61 — Tribunal de Ovar, Rua Alexandre Herculano, Ovar (construído em 1962-66).[17]
- 1961 — Edifício Calouste Gulbenkian no Laboratório Nacional de Engenharia Civil (LNEC), Lisboa, em co-autoria com João Andresen.[15] Inauguração do Câmara Municipal de Vila Nova de Famalicão/Tribunal da Comarca de Vila Nova de Famalicão, projectado por Januário Godinho
- 1962 — Palácio da Justiça de Lisboa, em co-autoria com João Andresen.[15]
- 1964 — Tribunal de Vila do Conde, Praça Luís de Camões, Vila do Conde.[18]
- 1965 — Plano de Urbanização para a Baixa de Amarante.[1]
- 1968 — Plano de Urbanização de Coimbra.[1]